# Alphatronic PC16
Der Alphatronic PC16 von Triumph-Adler war ein äußerst kompakter Bürocomputer. Das Gehäuse ähnelte den typischen Heimcomputern wie z. B. von Commodore oder Schneider/Amstrad CPC. Dennoch war er für ernsthafte Anwendungen gedacht und zum Spielen aufgrund seiner mangelnden Grafik- und Soundfähigkeiten denkbar ungeeignet. Er war als eigenentwickelter Nachfolger des Alphatronic PC gedacht, der ein Zukaufteil war. Als Neuheit kam mit dem 8088 ein 16-Bit-Prozessor von Intel zum Einsatz. Dies ermöglichte die Verwendung von MS-DOS 2.11 von Microsoft als Betriebssystem, das aufgrund der besonderen Hardware speziell an den Rechner angepasst war.
Diese MS-DOS Version war nicht IBM-kompatibel und ein Grund, dass dieses Gerät vom Markt nicht angenommen wurde.
CP/M(80) Unterstützung war nur durch den Austausch der Original-CPU Intel 8088 durch die CPU NEC V20 möglich. Als weiteres Betriebssystem stand L2 (Betriebssystem) (Eumel) zur Verfügung. Für Bastler bestand die Möglichkeit über die V24-Schnittstelle einen Einplatinenrechner auf Z8-Basis mit eigenem BASIC zu betreiben.
Die kompakte Bauform begrenzte die Erweiterungsmöglichkeiten enorm. Einen ISA-Bus gab es nicht, und so konnten die vielen ISA-Karten anderer Anbieter nicht verwendet werden. Die Grafikkarte war in einem speziellen Modul untergebracht, das seitlich eingeschoben wurde. Es gab jedoch nur das Standardmodul und ein BTX-Modul, mit dem man den Rechner auch als BTX-Dekoder verwenden konnte. Weiter war noch ein PAL-TV-Modulator erhältlich. Die Tastatur hatte ein nicht standardmäßiges Layout, dem einige Tasten (etwa „Backspace“) fehlten. Auch der etwas spärliche Arbeitsspeicher wurde schnell zu einem Problem, da er nur begrenzt erweitert werden konnte. Ein Floppylaufwerk musste wie schon beim Vorgänger extern angeschlossen werden. Das erste Laufwerk enthielt auch den Laufwerkscontroller und das Netzteil und war daher relativ teuer; ein preiswerteres zweites Laufwerk ohne eigenen Controller konnte an dieses angeschlossen werden. Es war auch möglich, an diesen Bus eine Hardisk mit 10 MB bzw. 20 MB anzuschließen. Der hohe Marktpreis führte jedoch zu einer sehr geringen Nachfrage nach dieser Option.

## Daten
- Erscheinungsjahr: Mai 1985
- CPU: Intel 8088
- Register: 16 Bit, 8-Bit-Bussystem
- Taktfrequenz: 5 MHz
- RAM: 64 KB, aufrüstbar auf 128 KB
- ROM: 64 KB, BIOS und Microsoft-BASIC-Interpreter
- Betriebssystem: MS-DOS 2.11
- Textmodus: 80 × 24 Zeichen und Blockgrafik, RGB-TTL-Ausgang und monochrome (Composite Video) mit Graustufendarstellung.
- Schreibmaschinentastatur mit separatem Ziffern- und Cursorblock sowie sechs Funktionstasten
- Anschlussmöglichkeit für einen Kassettenrekorder als Bandlaufwerk (Kansas City Standard)
- Anschluss für Diskettenlaufwerke und Harddisk mittels SCSI-Schnittstelle
- serielle Schnittstelle (RS232/V.24)
- Speicherkartenslot für Spiele und Programme
- Steckernetzteil
- Neupreis: ca. 1500,- DM